# 斯勞鎮足球會
斯勞鎮足球會（英語：Slough Town Football Club)是一支位於英格蘭斯勞的職業足球會，現於英格蘭足球全國聯賽南角逐。

## 外部連結
- Official Slough Town FC Website （页面存档备份，存于）